# Millón (Fruíme)
Millón es una aldea  española situada en la parroquia de Fruíme en el municipio de Lousame (provincia de La Coruña, Galicia).
En 2021 tenía una población de 32 habitantes (16 hombres y 16 mujeres). Está situada a 109 metros sobre el nivel del mar, a 14,2 km de la cabecera municipal. Las localidades más cercanas son Zaramagoso, Cabalariza, Ardeleiros y Escabia.